# Phyllodactylus benedettii
Phyllodactylus benedettii — вид геконоподібних ящірок родини Phyllodactylidae. Ендемік Мексики. Описаний у 2018 році. Названий на честь уругвайського письменника Маріо Бенедетті.

## Поширення і екологія
Вид є ендеміком штату Халіско на заході Мексики. Він був знайдений в заповіднику Чамела-Куїксмала, на висоті 100 м над рівнем моря. Цей гекон живе в різноманітних природних середовищах, часто трапляються в тріщинах серед скель та в людських поселеннях. Сезон розмноження триває з серпня по березень, пік відкладаєння яєць триває з грудня по березень. В кладці 2 яйця, за сезон самиця може відкласти до 3 кладок.